# Cratere Sabin
Sabin  è un cratere sulla superficie di Venere. Deve il proprio nome alla ricercatrice statunitense Florence Rena Sabin.